# Дунай (штабне судно)
Дунай — штабне судно типу «N» Державної прикордонної служби України. Має бортовий номер BG-80

## Історія

### Служба у Крігсмаріне (1942-1944)
Судно спустили на воду 02.07.1942 році в австрійському Лінці на верфі акціонерного товариства Schiffswerft Linz AG як цивільний буксир серії "N" під заводським номером №888. Ці буксири планували використовувати для проводки барж по Дунаю. 21.09.1942 р корабель був мобілізований і введений до складу Крігсмаріне під назвою "Графенау" ("Grafenau") до складу 3-й бригади тральщиків Дунайської флотіліі. Використовувався німецькими моряками в основному в конвойних операціях на Чорному морі. 8 березня 1943 року «Графенау» використовувався в якості криголама в складі інженерно-десантної групи, що рухалася від Керчі до коси Чушка. Влітку того ж року при бомбардуванні корабель був пошкоджений. За деякими даними, «Графенау» знищив в Чорному морі одну з підводних човнів типу «М» («Малютка») Чорноморського флоту СРСР. Щоправда, вітчизняні історики це заперечують. 31 серпня 1944 року, йдучи від переслідування з боку монітора «Керч», «Графенау» намагався знайти укриття в порту болгарського міста Свиштов. Але не вийшло, і тоді екіпаж, який не побажав віддавати судно противнику, затопив його на 555 км Дунаю.

### Служба у Дунайській флотилії та Чорноморському флоті СРСР (1944-1995)
Радянські моряки дістали корабель з річкового дна 30 жовтня 1944 року, після ремонту, ввели до складу 1-ї бригади тралення Дунайської флотилії. А 10 листопада його перейменували в тральщик Т-670, після чого він активно використовувався в процесі знешкодження мін на Дунаї, а також як штабний корабель тралення. 23.01.1956 р корабель був виведений з бойового складу, роззброєний і перекласифікований в посильний катер з перейменуванням в "ПОК-76". з 12.01.1957 - рейдовий мотобот "РМБ-49", з 19.01.1959 р - штабний корабель Дунайської флотилії "Десна", з 22.07.1961 р. - посильне судно "ПС-10", з 28.06.1977 р - судно зв'язку "ССВ-10" 16-ї Червонопрапорної бригади річкових кораблів. У 1970, 1972, 1975, 1980, і 1985 роках судно очолювало загони кораблів при походах по Дунаю і здійснило офіційні візити в порти Румунії, Болгарії, Югославії, Угорщини, Чехословаччини та Австрії.

### Служба у ВМС України та ДПСУ (1995-2011)
Після розформування 116 БРЧК ЧЧФ в квітні 1995 року корабель передали ВМС України. Так колишнє судно зв'язку ССВ-10 стало кораблем управління «Дунай». Військові володіли їм не довго, і в березні 1996 року «Дунай» підняв біло-зелений прапор морських частин Прикордонних військ України. Через деякий час, згідно з прийнятою єдиній системі позначення погранкораблей, «Дунай» отримав номер BG-80, місцем його базування було визначено місто Ізмаїл. В кінці 2000 року в зв'язку з розформуванням Ізмаїльської окремої бригади прикордонних сторожових кораблів «Дунай» передали до складу Одеської бригади морської охорони. У Чорному морі він пробув два роки, і солона вода негативно позначилася на стані його корпусу. У 2002 році було прийнято рішення про створення 18 Ізмаїльського прикордонного загону морської охорони, і BG-80 повернувся на Дунай. Корабель був списаний і виведений зі складу ДПСУ в 2010 році. В 2011 році корабель бул переданий Ізмаїльському військово-морського ліцею від Держприкордонслужби України.

## Цікаві факти
- Судно мало 9 назв в різні часи та було на озброєнні 3 країн.
- Це найстаріше судно яке було на озброєнні ВМСУ та ДПСУ на момент 2011 року йому було 69 років, тому його прозвали «дідусем українського флоту».
- ДПСУ виставила корабель на продаж (за ціною металобрухту). Він був включений до переліку майна, що підлягає реалізації з молотка. Список цей КМУ затвердив 19 вересня 2012 року, але за ці роки покупця на цей лот так і не знайшли.